# Violí Charáki
Violí Charáki, en grec moderne : Βιολί Χαράκι, est un village du dème de Réthymnon, en Crète, en Grèce. Selon le recensement de 2011, la population de Violí Charáki compte 2 785 habitants. Le village est situé à une altitude de 117 m et à 4 km de Réthymnon.